# Biologija u 1907.
◄◄ | ◄ | 1904. | 1905. | 1906. | 1907.  | 1908. | 1909. | 1910. | ► | ►►
Arhitektura • Astronomija • Biologija • Film • Fotografija • Glazba • Kazalište • Kemija • Kiparstvo • Knjige • Književnost • Kršćanstvo • Meteorologija • Medicina • Planinarstvo • Politika • Pravo • Promet • Slikarstvo • Strip • Šport • Televizija • Znanost • Zrakoplovstvo • Željeznički promet
Biologija u 1907.

## Hrvatska i u Hrvata

### Rođenja
- Tonko Šoljan, hrvatski akademik, ihtiolog, sastavljač ključa za determinaciju riba Jadrana, istraživač biologije mora, svjetski poznat stručnjak u organiziranju morskoga ribolova i ribarske tehnike († 1980.)

## Vanjske poveznice
|  | Zajednički poslužitelj ima još gradiva o temi Biologija |